# کنفرانس شرق (ان‌اچ‌ال)

نسخهٔ فرانسوی نماد کنفرانس شرق

کنفرانس شرق (فرانسوی: Conférence de l'Est‎) یکی از دو کنفرانس لیگ ملی هاکی است که بر اساس آن تیم‌ها به دو گروه تقسیم می‌شوند. دستهٔ دیگر تیم‌های این لیگ، در گروه کنفرانس غرب قرار می‌گیرند.
کنفرانس شرق، پیش تر با نام کنفرانس پرینس والس (یا به صورت کوتاه، کنفرانس والس) شناخته می‌شد، و در ۱۹۷۴، تیم‌های هاکی را به دو کنفرانس و چهار بخش تقسیم نمود. به دلیل اینکه این کنفرانس‌ها و بخش‌بندی‌های جدید، کمتر بر اساس جغرافیای آمریکای شمالی صورت گرفته شده باشد، ارجاع‌های جغرافیایی از نام‌های این تقسیم‌بندی‌ها حذف گردید. همچنین کنفرانس شرق، به نام پرینس والس تروفی نام‌گذاری شد. آخرین قهرمان این رقابت‌ها در فصل ۱۶–۲۰۱۵ پیتسبرگ پنگوئنز می‌باشد.

## بخش‌ها
کنفرانس والس دارای بخش آدامز و بخش نوریس بود. در تجدیدنظر سال ۱۹۸۱، بخش نوریس به کنفرانس کلارنس کمپبل منتقل و به جای آن بخش پاتریک اضافه گردید. زمانی که نام کنفرانس‌ها و بخش‌ها در سال ۱۹۹۳ تغییر داده شد، کنفرانس شرق دارای بخش‌های بخش آتلانتیک و شمال شرق بود. با تجدیدنظر سال ۱۹۹۸، بخش سومی به نام جنوب شرقی به این کنفرانس اضافه گردید. همچنین در بازنگری سال ۲۰۱۳، کنفرانس شرق به دو بخش هشت تیمی تقسیم گردید. در این راستا، بخش آتلانتیک با نام خود باقی ماند، اما بخش شمال شرقی به نام بخش متروپولیتن تغییر نام یافت، و بخش جنوب شرقی منحل گردید. با بازنگری سال ۲۰۱۳، تمامی تیم‌های واقع در منطقه زمانی شرقی، در کنفرانس شرق گنجانده شدند.
| بخش آتلانتیک       | بخش متروپولیتن   |
| ------------------ | ---------------- |
| بوستون بروینس      | کارولین هاریکن   |
| بوفالو سابرس       | کولومبوس بلو جکت |
| دترویت رد وینگز    | نیوجرسی دویلز    |
| فلوریدا پانثرز     | نیویورک ایلندرز  |
| مونترال کانادین    | نیویورک رنجرز    |
| اتاوا سناتورز      | فیلادلفیا فلایرز |
| تامپا بای لایتنینگ | پیتسبرگ پنگوئنز  |
| تورنتو مپل لیفس    | واشینگتن کپیتال  |

## قهرمانی‌ها و بازی‌های حذفی
سیستم حذفی بازی‌های ان اچ ال، در طول سال‌ها دچار تغییر و تحول شده‌اند. پیش از ۱۹۸۲، سیستم حذفی ان اچ ال نسبت به سیستم‌های ان‌اف‌ال، ان‌بی‌ای و ام‌ال‌بی منحصر به فرد بود. در این بازی‌ها، بدون اینکه بین کنفرانس‌ها رابطه‌ای وجود داشته باشد، در نهایت دو تیم از کنفرانسی یکسان به فینال جام استنلی راه می‌یافتند. نمونه‌ای از این رقابت‌ها، بازی‌های سال‌های ۱۹۷۷، ۱۹۷۸ و ۱۹۸۰ بودند. در نتیجه بر اساس این سیستم، تیم قهرمانی پرینس والس تروفی، تیمی بود که در فصل بهترین عملکرد را در این کنفرانس داشت.
اما از سال ۱۹۸۲، سیستم بازی‌های حذفی کنفرانس شرق مورد بازنگری قرار گرفت. بر اساس این سیستم، چهار تیم برتر از هر بخش وارد رقابت‌های حذفی می‌شود و سپس برندگان هر بخش، بازی فینال کنفرانس را برگزار می‌کنند.
از سال ۱۹۹۴، هشت تیم برتر هر کنفرانس، بازی‌های حذفی را برگزار می‌کردند؛ اما در نهایت در آخرین بازنگری در سال ۲۰۱۳، سه تیم برتر از هر بخش وارد رقابت‌های حذفی می‌شوند، و با بالا آمدن ۲ تیم از هر کنفرانس، در مجموع ۸ رقابت حذفی برگزار می‌شود.